# Hold On (John Lennon)
Hold On è una canzone dell'album John Lennon/Plastic Ono Band di John Lennon. È stata registrata solo mediante l'ausilio di voce, chitarra, batteria, e il basso, tipici strumenti preferiti da Lennon a quel tempo. A metà della canzone, Lennon proferisce la parola cookie, imitando il Mostro Cookie, all'epoca personaggio della tv per bambini.

## Formazione
I musicisti che hanno preso parte alla registrazione originale sono i seguenti:
- John Lennon – voce, chitarra
- Ringo Starr – batteria
- Klaus Voormann – basso